# Халди
Халдите (на древногръцки: Χάλδοι) са народност населявала през бронзовата епоха югоизточната част на черноморското крайбрежие.
Отъждествяването им са хатите е спорно, както и с халдеите от приморската страна.
Древногръцките източници ги упоменават редом със съседните им халиби на запад и мосинеки и тубали/табали/тибарени сред първите народи овладели изкуството за обработка на желязото.
Основни източници за това са Омир, Страбон и Ксенофонт.
Във времето на Римската империя халдите също се упоменават пак, като племе непосредствен съсед на халибите в понтийска Кападокия, влизаща в състава на римската провинция Понт.
Науката е възприела тезата, че халдите са остатък от Урарту, които се назовавали така като епоним в чест на урартския върховен бог Халди. 